# Paramesopodopsis rufa
Paramesopodopsis rufa är en kräftdjursart som beskrevs av Fenton 1985. Paramesopodopsis rufa ingår i släktet Paramesopodopsis och familjen Mysidae. Inga underarter finns listade i Catalogue of Life.